# Шахидлар хотираси
«Шахидлар хотираси» (узб. Shahidlar xotirasi yodgorlik majmui), «Памяти жертв репрессий» — мемориальный комплекс, созданный в урочище «Алвасти куприк», «Бесовский мост» — овраге, образованном руслом канала Бозсу, в Юнусабадском районе города Ташкента, известном как место массовых казней и захоронений жертв сталинских репрессий, где в 1930—1950-х годах были расстреляны более тринадцати тысяч человек.
Площадь мемориального комплекса составляет более 17 гектаров. Он расположен по обеим берегам канала, соединённых стометровым пешеходным мостом. Центральная часть комплекса — ротонда, внутри которой находится символическое надгробие. В 2002 году на территории комплекса был открыт Музей памяти жертв репрессий.
Входит в Национальный перечень объектов недвижимости материального культурного наследия Узбекистана, как памятник монументального искусства.

## История
Массовые захоронения были случайно обнаружены во время строительства ташкентского теннисного корта в 1990 году, которое велось около Ташкентской телебашни. В дальнейшем, были обнаружены ещё два захоронения: на территории расположенной между механическим и абразивным заводами, датированное 1938 годом и на территории около инструментального завода и холма Каранкуль возле Актепы, датированное 1939—1940 годами. По отрывочным данным, обнаруженным в архивах удалось выяснить, что в период с 1937 по 1939 годы было расстреляно 6 920 узбекистанцев, а с 1950 по 1953 годы ещё 7 100 человек.
Только с 4 по 16 октября 1938 года Военной коллегией Верховного Суда СССР было вынесено 507 смертных приговоров узбекским политическим заключённым, среди которых были участники движения джадидов, представители творческой интеллигенции, учёные — Абдулла Кадыри, Абдулхамид Чулпан, Абдурауф Фитрат, первый узбекский кинорежиссёр и фотограф Худайберген Деванов, публицист Гази Алим Юнусов, литературоведы Каюм Рамазон, Атаджан Хашимов и многие другие. Смертные приговоры были приведены в исполнение незамедлительно. Всех приговорённых расстреляли на пустыре близ канала Бозсу, в месте носящем название Алвасти куприк, которое до 20-х годов прошлого века было отдалённой окраиной города.  
22 июля 1999 года Кабинетом Министров Узбекистана было принято постановление об увековечивании памяти жертв сталинских репрессий, в соответствии с которым на месте бывшего расстрельного полигона был сооружён мемориальный комплекс «Шахидлар хотираси». В 1999—2000 годах, на Алвасти куприке были проведены масштабные работы по благоустройству территории. Останки тел были эксгумированы и перезахоронены на кладбищах города в соответствии с национальными обычаями. Официальная церемония открытия комплекса президентом Узбекистана Исламом Каримовым состоялась 12 мая 2000 года.
Согласно постановлению Кабинета Министров Узбекистана от 8 ноября 2002 года на территории комплекса был открыт Музей памяти жертв репрессий.

## Мемориальный комплекс
Мемориальный комплекс расположен на территории площадью более 17 гектаров, по обеим берегам канала Бозсу, соединённых пешеходным мостом протяжённостью 100 метров. Центральной частью комплекса является ротонда, вокруг которой разбит парк, русло канала органично вписывается в парковый ландшафт. Ротонда выполнена в виде большого бирюзового купола, который поддерживают восемь колонн, облицованных мрамором. По внутренней части купола, украшенного резьбой по ганчу, идёт надпись на узбекском и английском языках: «Память о тех, кто пал за свободу своей страны, должна жить вечно». Пол ротонды украшает геометрический звездчатый орнамент, выложенный плитками из красного и зеленого гранита. В центре ротонды помещена плита из иранского оникса, поверхность которой украшена национальным орнаментом. Высота сооружения составляет 27 метров. От ротонды вниз ведёт лестница по которой можно спуститься к каналу.
В 2002 году на территории комплекса был открыт Музей памяти жертв репрессий. Здание музея одноэтажное, высотой 20 метров. По первоначальному проекту музей состоял из одного выставочного зала площадью 400 квадратных метра, общая площадь здания составляла 784 квадратных метра. Вокруг музея был построен открытый деревянный айван, поддерживаемый 28 декоративными колоннами. Здание было построено с учётом традиций узбекской национальной архитектуры. В 2008 году здание музея было отреставрировано и перестроено, оно стало двухкупольным (первоначальная конструкция была однокупольной), площадь трёх выставочных залов увеличилась до 960 квадратных метров.

### Реконструкция мемориального комплекса
В 2021 году хокимият Ташкента объявил о начале реконструкции и благоустройства мемориального комплекса. Было сообщено о планах по реконструкции ротонды, с установкой символической книги с именами жертв политических репрессий. Также планировалась постройка отдельного административного здания для сотрудников музея, пунктов обслуживания населения, магазинов с товарами народных ремесленников и торговых точек, а также открытого амфитеатра, планировалось создать зону Wi-Fi. При этом хокимият ссылался на некое постановление Кабинета министров, которое однако отсутствовало в открытом доступе. 
Министр строительства Узбекистана Батир Закиров, комментируя заявление хокимията, добавил, что комплекс «находится в плачевном состоянии», по его словам здание музея было затоплено во время сильных дождей, также он расширил список нововведений от хокимията, ожидаемых на территории мемориального комплекса после реконструкции, добавив к нему велодорожки, велопрокат, кафе и большую автостоянку. Также как ранее хокимият министр уверял, что проект будет выставлен на народное обсуждение. Позднее проект реконструкции всё-таки был представлен общественности. 
После публикаций в СМИ в министерстве строительства уточнили, что из первоначального проекта по реконструкции были исключены торговые точки и пункты для ремесленников, кафе, велоостановки, несколько беседок, амфитеатр и Wi-Fi-зоны, детские площадки и места для шахматистов, а также туалеты.

## Свидетельства очевидцев
По воспоминаниям узбекского писателя Саида Ахмада, в детские годы он стал свидетелем расстрела на Алвасти куприке, где в те времена жила его родная тётя:
...После полуночи по мосту проезжает грузовик. Поворачивает налево и останавливается справа перед «Нажас тепа». С него спускают пять-шесть человек со связанными руками. Повсюду слышна русская брань. В темноте ничего не видно. Свет автомобиля едва пробивается сквозь ветки кустов. Вдруг фары автомобиля освещают поле. Смотрим в ту сторону сквозь ветки. Семь связанных людей стоят в ряд. В пятнадцати метрах от них наготове стоят охранники с винтовками на плечах. Слышно, как щёлкают затворы. Главный отдает приказ «Огонь!». Семь винтовок стреляют одновременно. Двое или трое казнимых падают. Слышны крики и стоны. Мужчины с винтовками снова стреляют в раненых, которые всё ещё стоят и не падают. Звуки выстрелов прекращаются. Нематилла, сын моей тёти, говорит, что они расстреливали врагов. А меня трясёт...
По воспоминаниям Хусана Тожибоева:
В 1953 году я работал водителем на 5-м кирпичном заводе возле «Алвасти куприка». Забирая глину возле «Алвасти куприка», я помню, как мужчина по имени Миролим рассказал: «В 1937—38 годах сюда привозили и расстреливали людей. Давайте сначала соберем их кости». Мы продолжали брать отсюда глину. На следующий день мы обнаружили место, про которое сказал Миролим. Трупы людей лежали друг на друге в яме. Они выглядели так же, как в момент расстрела. Но как только сняли верхний слой, он превратился в горстку костей. Что меня удивило, так это то, что большая часть одежды заключенных сохранилась. Даже прогнившие бумаги вылезли наружу. Но их невозможно было прочитать, они были залиты (кровью?). Прошло полвека. Но то, что я увидел, до сих пор стоит у меня перед глазами.

## Известные люди, расстрелянные на Алвасти куприке
- Абдулла Кадыри (1894—1938) — узбекский писатель, драматург, публицист[18].
- Абдулхамид Чулпан (1897—1938) — узбекский поэт, писатель, драматург и публицист, один из основоположников новой узбекской поэзии.
- Абдурауф Фитрат (1886—1938) — узбекский историк, филолог, писатель, драматург и поэт, один из основоположников современной узбекской литературы, один из известных представителей центральноазиатского джадидизма, первый узбек, получивший учёное звание профессор[19].
- Махмуд Ходиев (1904—1938) — узбекский поэт, писатель, журналист, общественный деятель[20].
- Гази Алим Юнусов[10] (1893—1938) — узбекский лингвист, фольклорист[21]
- Каюм Рамазон[10] (1900—1938) — учёный, исследователь грамматики узбекского языка, театральный деятель[22].
- Атаджан Хашимов[10] (1905—1938) — основоположник узбекского литературоведения XX века, литературный критик[23].
- Маджид Кадыров[10] (1886—1938) — учёный, узбекский литературовед, автор первых учебников на узбекском языке по литературе, истории и математике, общественный деятель и публицист, один из основоположников джадидизма в Туркестане.
- Худайберген Деванов[10] (1879—1938) — первый узбекский фотограф и кинооператор.
- Рахим Иногамов[10] (1902—1938) — нарком просвещения УзССР (1924—1925)[24].
- Усман Ишанходжаев[10] (1899—1938) — нарком просвещения Туркестанской АССР (1924)[25].
- Шарустам Исламов[10] (1899—1938) — председатель СНК Туркестанской АССР (1924).
- Сагдуллаходжа Турсунходжаев[10] (1891—1938) — нарком здравоохранения Туркестанской АССР (1918—1919), нарком национальных дел, нарком иностранных дел (1919)[26].

## Галерея

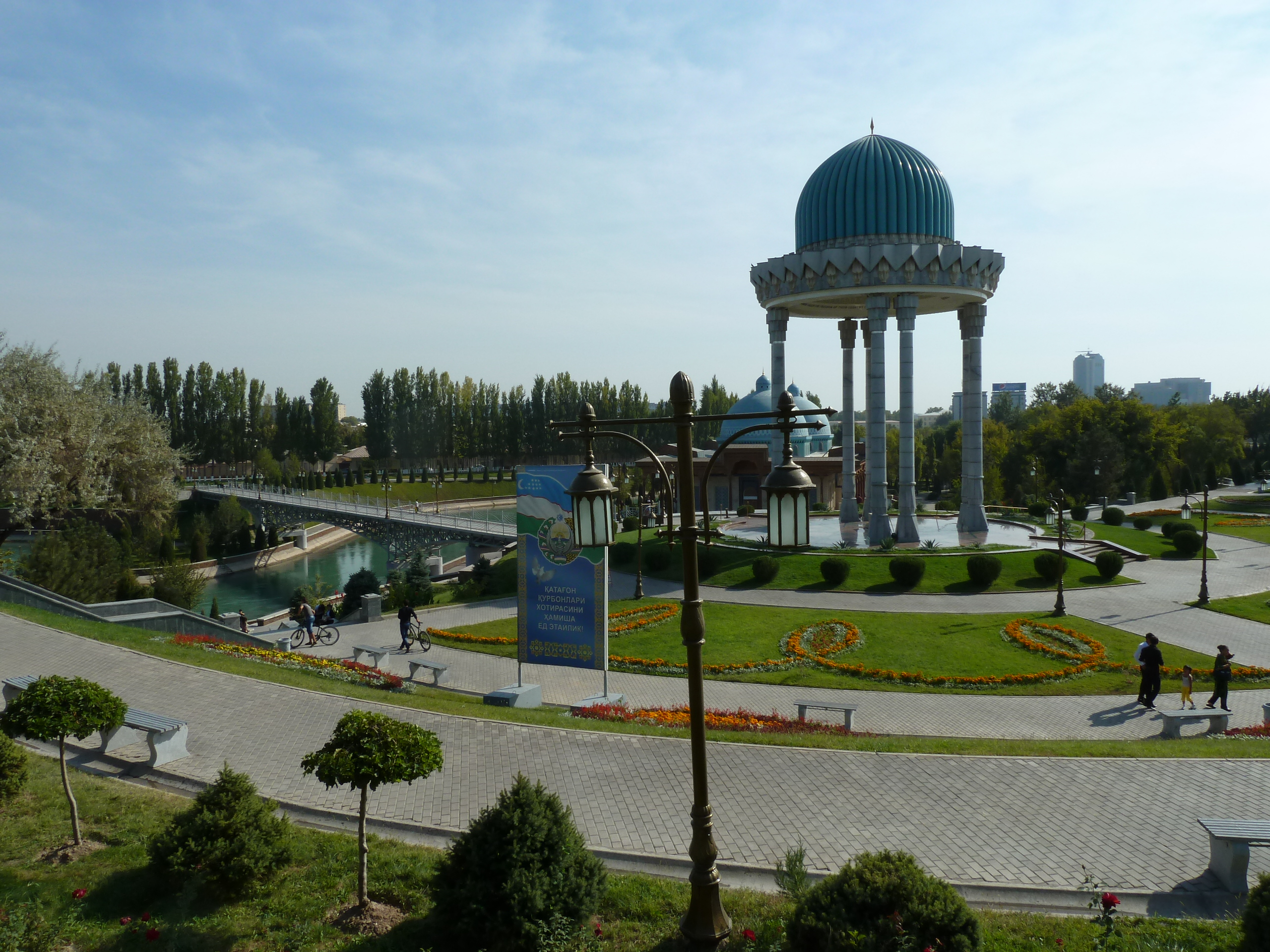
Ротонда. Мемориальный комплекс «Шахидлар хотираси»
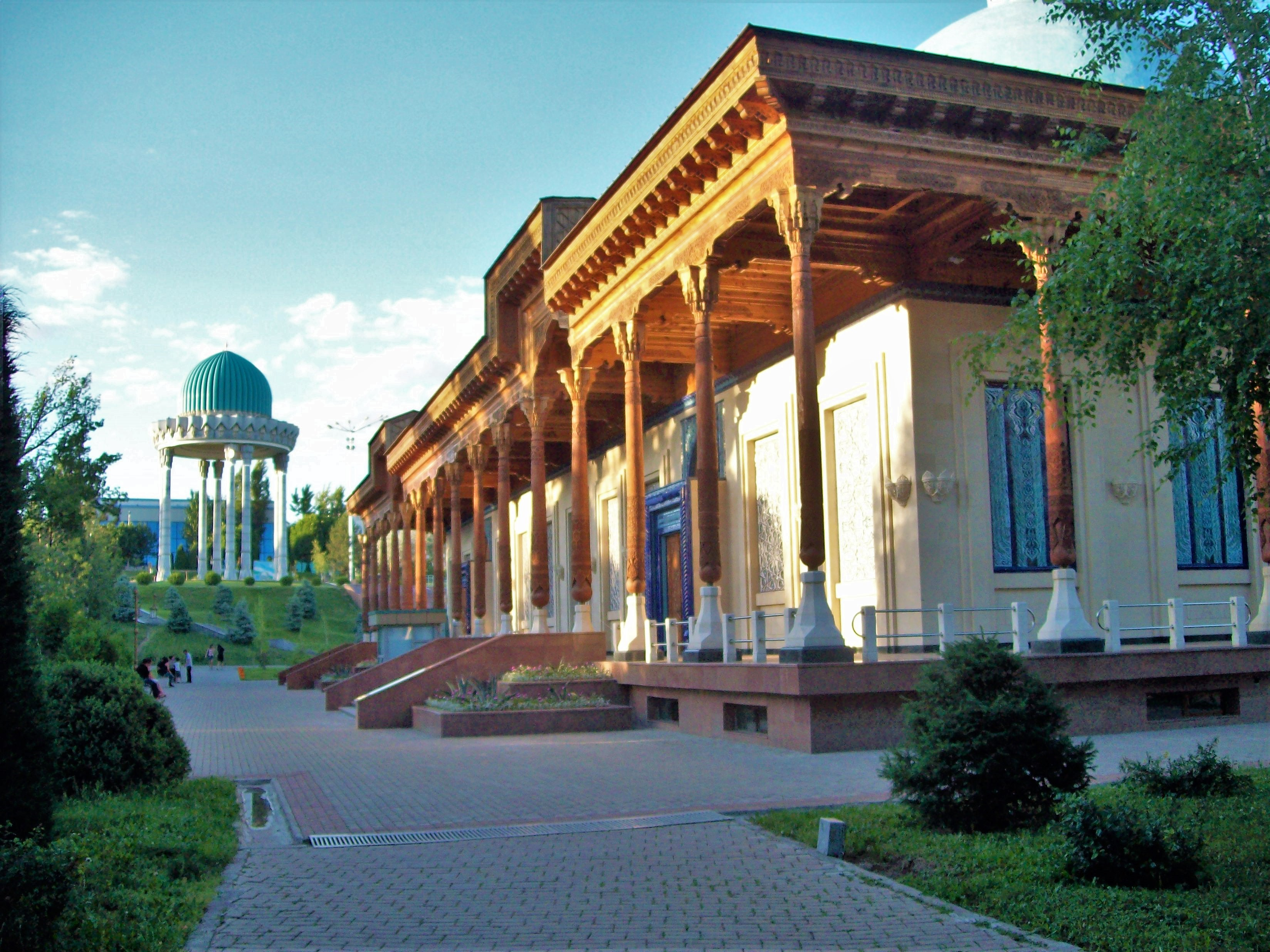
Музей. Мемориальный комплекс «Шахидлар хотираси»
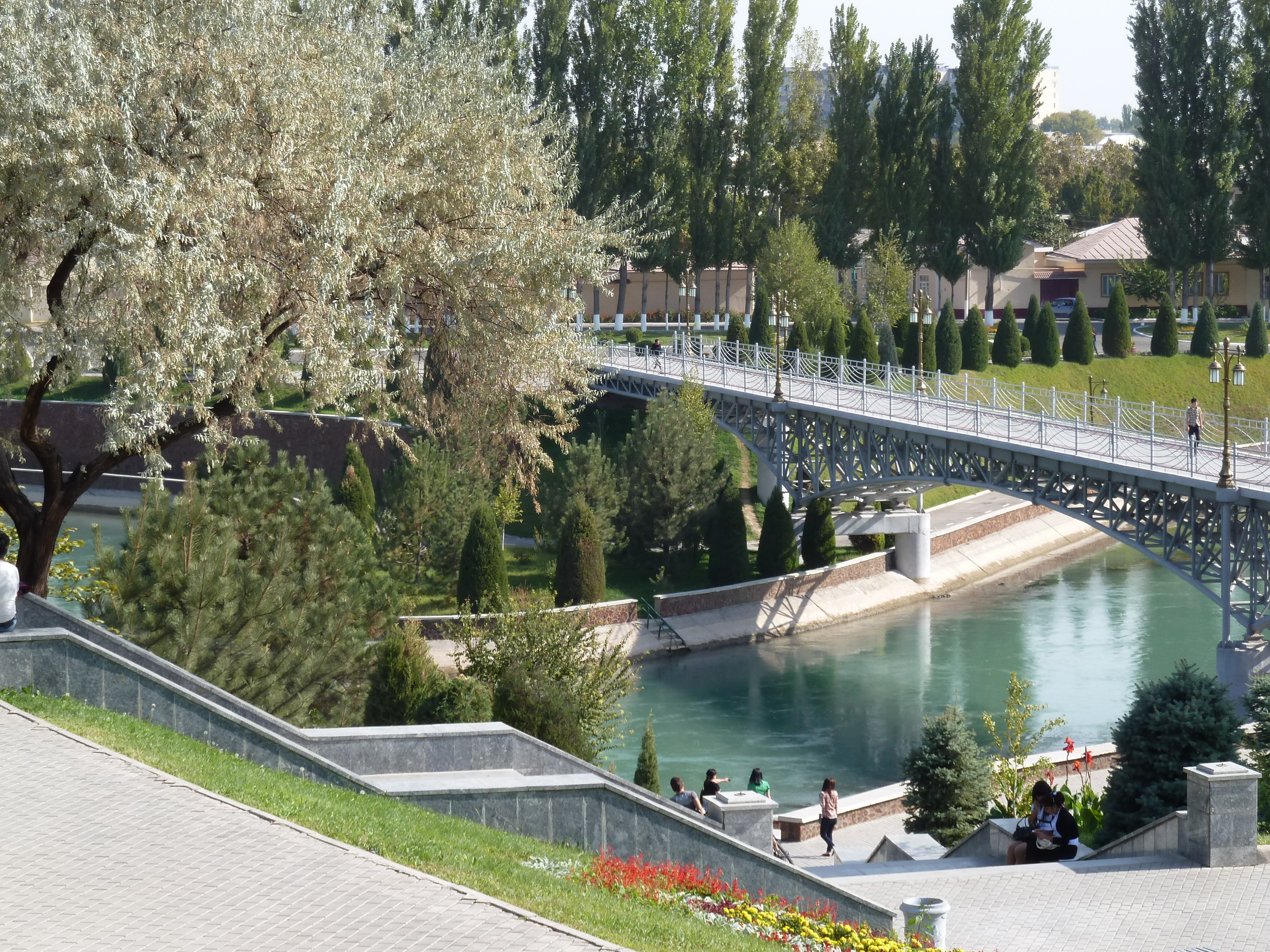
Набережная и пешеходный мост. Мемориальный комплекс «Шахидлар хотираси»